# Castelo de Fromental

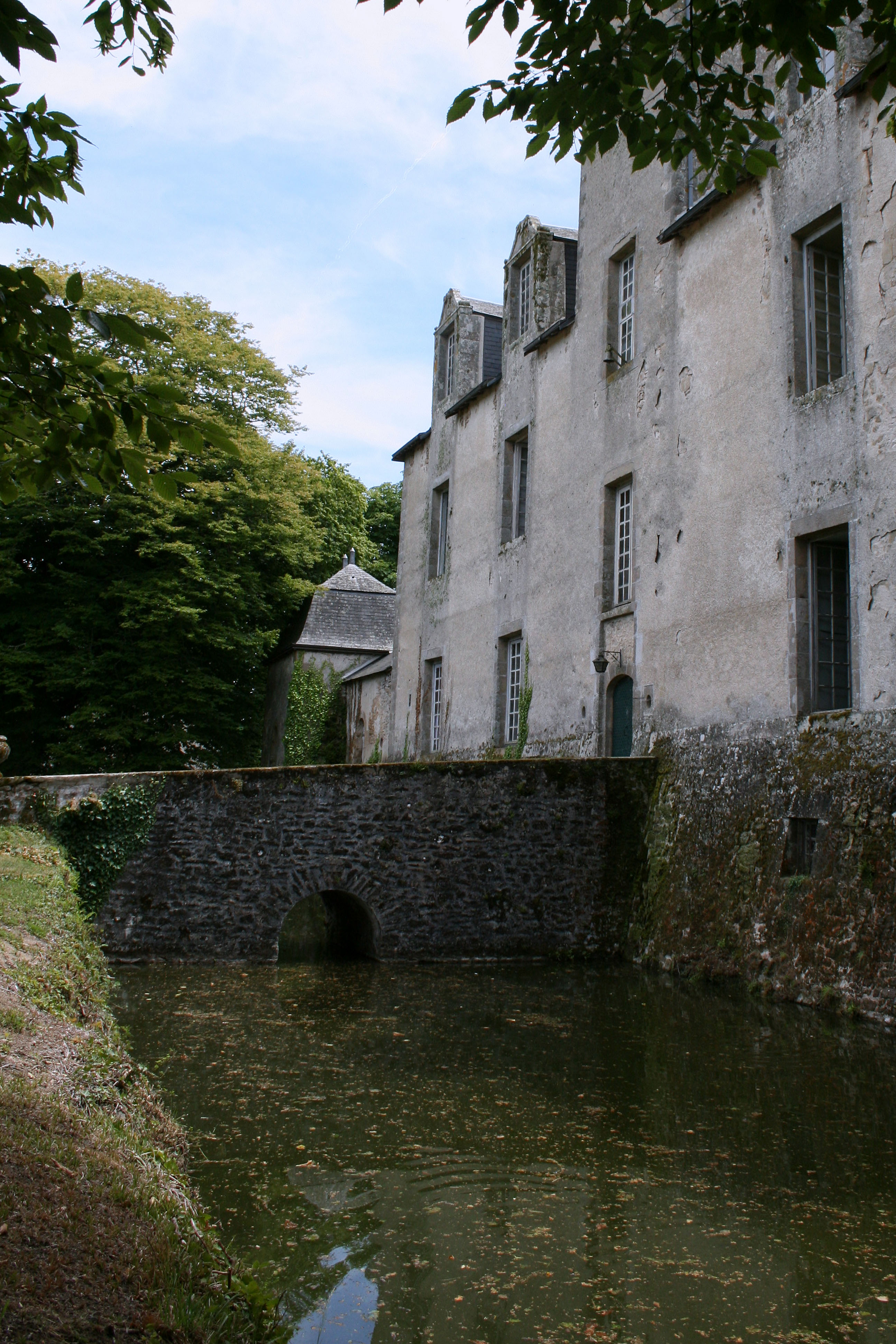
Fachada lateral do Castelo de Fromental.

O Château de Fromental é um castelo histórico em Fromental, Haute-Vienne, na França. Foi construído no século XVII. Está listado como um monumento histórico oficial desde 8 de junho de 1925.